# Sūtra de Vie-Infinie

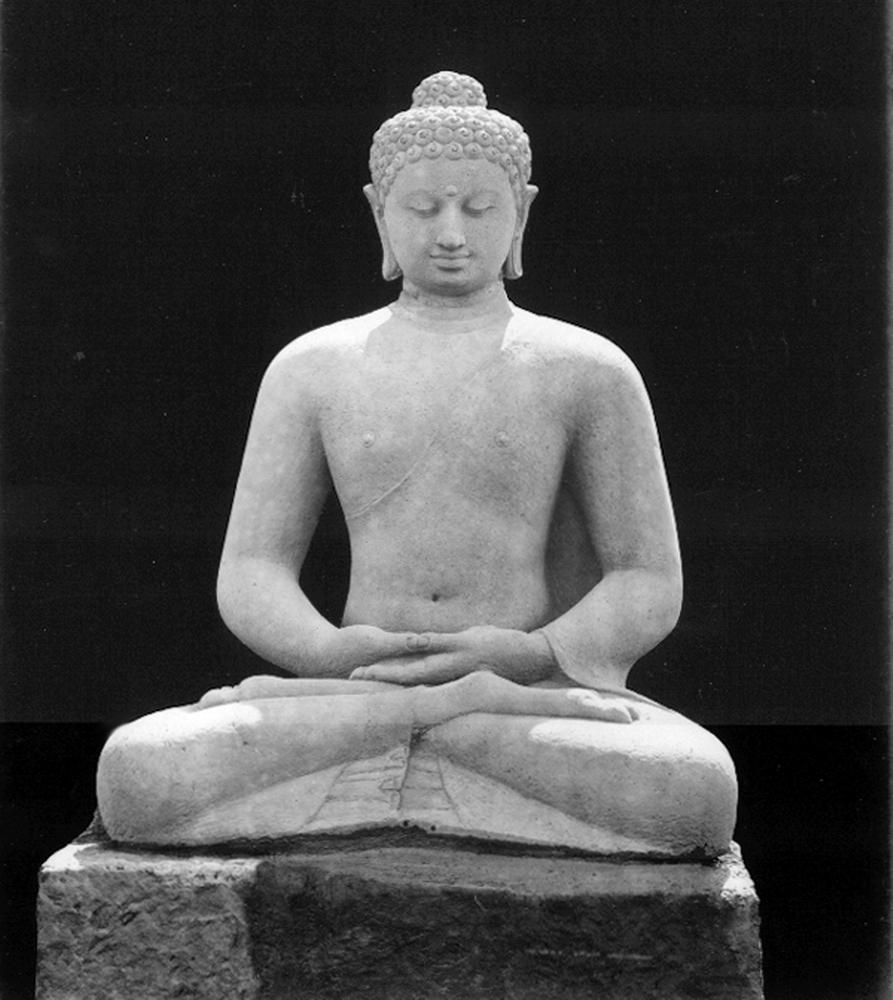
Statue du bouddha Amitābha assis en méditation (Borobudur).

Le Sūtra de Vie-Infinie, ou grand Sukhāvatīvyūhasūtra (sanskrit : सुखावतीव्यूहः / sukhāvatīvyūhaḥ ; ch. trad. : 無量壽經 ; ch. simp. : 无量寿经 ; py : Wúliángshòu Jīng ; jap. : 無量寿経 / Dai Muryōjukyō ; ko. : 무량수경 ; viet. : Vô lượng thọ kinh ; tibétain : ’Od-dpag-med-kyi bkod-pa’i mdo) est un sūtra bouddhiste mahāyāna. Il est le principal et le plus long des trois textes majeurs du bouddhisme de la Terre pure. Il est aussi connu sous le titre de Grand Sūtra ou encore de Sūtra des Paroles du Bouddha sur la Vie infinie.
Amitābhavyūhanāma Mahāyānasūtra, Amitābhavyūha Sūtra, Amitāyuḥ Sūtra, et Aparimitāyuḥ Sūtra sont des titres sanskrit alternatifs du texte,.

## Histoire
Certains experts pensent que le Sūtra de Vie-Infinie a été compilé à l’époque de la dynastie des Kuṣāṇa, au premier et au deuxième siècles de l’ère chrétienne par un ordre de bhikṣus de l’école ancienne des Mahīśāsaka, alors florissant dans la région du Gandhāra,. Il est probable que la compilation du grand Sukhāvatīvyūha doit aussi beaucoup à l’école des Lokottaravādin, le texte ayant de nombreux éléments en commun avec le Mahāvastu.

## Traductions
Les traductions les plus anciennes montrent que le texte a été traduit du gāndhārī, un prākrit en usage dans le Nord-Ouest de l’Inde. On sait également que des manuscrits rédigés en caractères kharoṣṭhī circulaient en Chine à cette époque.

### Traductions chinoises
Selon la tradition, le Sūtra de Vie-Infinie a été traduit douze fois, entre 147 et 713, depuis l’original sanskrit vers le chinois. Seules cinq de ces traductions nous sont parvenues dans le canon bouddhiste chinois. La plus ancienne de celles-ci est attribuée à Zhi Qian (en) : originaire du royaume de Kuṣāṇa, il est arrivé à Luoyang à l’époque du déclin de la dynastie Han et a traduit le sūtra au cours d’une période située entre 223 et 253. Cette traduction est généralement connue sous le titre Dà Āmítuófó Jīng (ch. trad. : 大阿彌陀經), ou grand Sūtra du bouddha Amitābha. Elle a aussi été attribuée à Lokakṣema, traducteur lui aussi originaire du Kuṣāṇa, arrivé à Luoyang en 164 et ayant traduit des textes jusqu’en 186.  Antériorité que semble confirmer la liste suivante, qui présente dans l'ordre chronologique les cinq traductions qui viennent d'être mentionnées.
Celles-ci figurent dans le catalogue du canon coréen établi par Lewis Lancaster (en):
1. Lokakṣema (147) - K.24-T.361[9];
2. Chih-ch'ien  ou  Zhi Qian (entre 223 et 253) - K.25-T.362;
3. Saṅghavarman (252) - K.26-T.360;
4. Bodhiruci (706) - K.22(5)-T.310(5);
5. Fa-hsien (991) - K.1199-T.363.

La version la plus connue du sūtra, en deux fascicules, est intitulée Fó Shuō Wúliángshòu Jīng (ch. trad. : 佛說無量壽經), qui se traduit par Le Bouddha énonce le Sūtra de Vie-Infinie. Elle est traditionnellement attribuée au moine bouddhiste indien Saṅghavarman (ch. trad. : 康僧鎧), qui l’aurait effectuée en 252 au temple du Cheval blanc à Luoyang, durant la période des Trois royaumes. Cependant, l’opinion générale actuelle est qu’il s’agit plus vraisemblablement de l’œuvre du moine et traducteur indien Buddhabhadra (359-429).

### Traductions tibétaines
La traduction tibétaine du sūtra date du VIIIe siècle.
En plus des traductions chinoises et tibétaines, le Sūtra de Vie-Infinie existe aussi en sanskrit.

## Contenu
Dans ce sūtra, le Bouddha commence par décrire à son serviteur Ānanda une vie passée du bouddha Amitābha : celui-ci était autrefois un roi qui renonça à son royaume et devint un moine bodhisattva sous le nom de Dharmākara (« Dépôt du Dharma »). Sous la direction du bouddha Lokeśvararāja (« Roi souverain du monde »), d’innombrables terres de bouddhas dans les dix directions lui furent révélées. Après avoir médité en tant que bodhisattva pendant cinq éons, il fit alors une grande série de vœux afin de sauver tous les êtres sensibles, et créa, par son grand mérite, le royaume de Sukhāvatī (« Félicité ultime »),. Cette terre de Sukhāvatī sera ensuite connue comme la Terre pure (ch. trad. : 淨土) dans la traduction chinoise.
Le sūtra décrit en grand détail Sukhāvatī et ses habitants, et il explique de quelle façon ces derniers sont parvenus à y renaître. Le texte offre aussi un récit détaillé des divers niveaux et êtres de la cosmologie du bouddhisme mahāyāna.
La fin du sūtra montre le Bouddha s’entretenant longuement avec Maitreya, le prochain bouddha à venir : il lui décrit les diverses formes de mal qu’il doit éviter pour atteindre son but de devenir un bouddha et lui donne encore d’autres avertissements et conseils.

## Les vœux d’Amitābha
Le texte comprend les quarante-huit vœux d’Amitābha pour sauver tous les êtres sensibles. Le dix-huitième est l’un des plus importants car il offre un principe fondamental de l’école de la Terre pure : « Si moi devenu bouddha, tous les êtres vivants des dix quartiers ayant le Cœur Sincère, la Foi Sereine et le désir de renaître en mon Pays, vont jusqu'à penser à moi dix fois et n'y vont pas renaître, je ne veux pas de la Parfaite illumination. Seuls sont exclus ceux qui commettent les Cinq Rébellions et calomnient la Bonne Loi. » Il affirme donc que si un être sensible fait ne serait-ce que « dix récitations » (ch. trad. : 十念 ; py : shí niàn) du nom du bouddha Amitābha, il parviendra à une « renaissance certaine » (ch. trad. : 必生 ; py : bì shēng) dans la Terre pure. C'est pourquoi, dans le monde chinois, ce vœu est le plus souvent connu sous le nom de shí niàn bì shēng yuàn (ch. trad. : 十念必生願). 
Le moine japonais Hōnen, fondateur du Jōdo shū, est l’auteur du Senchakushū, un traité consacré à ces vœux.

### Traductions françaises
- Jean Eracle (introduction trad.), Trois soûtras et un traité de la Terre pure, Éditions Aquarius, Genève, 1984; rééd. Paris, Seuil, coll. « Points Sagesse », 2008